# Lingua manyika
La lingua manyika (nome nativo chimanyika) è una lingua bantu dell'Africa meridionale.
Il manyika appartiene al sottogruppo delle lingue shona delle lingue bantu; ha affinità con altre importanti lingue dell'area come lo shona. La lingua manyika presenta molte affinità con lo ndau; queste due lingue, insieme ad altre minori, vengono a volte considerate semplicemente come dialetti dello shona.
Secondo dati degli ultimi anni, il manyika viene parlato da circa un milione di persone stanziate in Zimbabwe (provincia del Manicaland, che prende il nome dall'omonima popolazione) e Mozambico (Manica).